# Wester-Koggenland
Wester-Koggenland (anhörenⓘ) ist eine ehemalige Gemeinde in der niederländischen Region West-Friesland in der Provinz Nordholland. Seit 2007 ist sie Teil der neuen Gemeinde Koggenland.

## Neubildung
Die Gemeinde entstand am 1. Januar 1979 durch Zusammenschluss der bisherigen Gemeinden Avenhorn, Berkhout, Oudendijk und Ursem.

## Auflösung
Die Gemeinde Wester-Koggenland wurde am 1. Januar 2007 mit der Gemeinde Obdam zur neuen Gemeinde Koggenland zusammengeschlossen.

## Ortsteile und Siedlungsschwerpunkte
Avenhorn, Baarsdorpermeer, Berkhout, Bobeldijk, De Goorn (Rathaus), Grosthuizen, De Hulk, Kathoek, Noorddijk, Noordermeer, Noord-Spierdijk, Oosteinde, Oostmijzen, Oudendijk, Rustenburg, Scharwoude, Spierdijk, Ursem, Wogmeer (teilweise), Zuid-Spierdijk und Zuidermeer.

## Politik

### Sitzverteilung im Gemeinderat
| Partei           | Sitze | Sitze | Sitze | Sitze |
| Partei           | 1990  | 1994  | 1998  | 2002  |
| ---------------- | ----- | ----- | ----- | ----- |
| CDA              | 7     | 5     | 5     | 5     |
| Gemeentebelangen | 3     | 5     | 5     | 5     |
| VVD              | 2     | 3     | 3     | 3     |
| PvdA             | 3     | 2     | 2     | 2     |
| Gesamt           | 15    | 15    | 15    | 15    |